# Voodoo (Alexz Johnson)
Voodoo è l'album di debutto della cantautrice e attrice canadese Alexz Johnson, pubblicato digitalmente il 10 marzo 2010 e fisicamente il 30 marzo dello stesso anno dalla casa discografica inDiscover Recordings. Le copie fisiche sono disponibili solo in Canada.
Nel 2011 verrà pubblicata una nuova versione dell'album, che conterrà diverse versioni delle canzoni prodotte da Demo Castellon.

## Produzione
Le registrazioni dell'album sono iniziate a metà 2009 quando la Johnson rivelò sul suo sito web che era stata licenziata dalla Epic Records, e che l'album che aveva già ultimato non sarebbe stato pubblicato a causa di problemi contrattuali.
Alcune tracce risalgono al 2005, scritte con l'intento di includerle nell'album che doveva pubblicare con la Capitol-EMI, ma quel contratto finì perché i dirigenti dell'etichetta discografica furono sostituiti, tra gli altri da Amanda Ghost, la quale insieme agli altri dirigenti sciolse i contratti con diversi artisti minori dell'etichetta.
Dopo alcuni mesi, la cantante annunciò che l'album era completo e poco dopo pubblicò sul suo sito ufficiale alcune anteprime dei brani candidati a diventare il primo singolo dell'album. Durante le registrazioni ha lavorato con numerosi musicisti, tra cui il chitarrista Tim Welch (dopo aver già collaborato per alcune canzoni registrate per Instant Star).
Poco dopo, sul suo sito ufficiale è stato annunciato che, in seguito alle richieste dei fan, Trip Around the World sarebbe stato il primo singolo. Mentre finiva di dare gli ultimi ritocchi all'album, a gennaio la Johnson si è recata a New Orleans per girare il video per il singolo col regista Michael Maxxis, dopodiché è tornata a Toronto per il photoshoot dell'album realizzato dal fotografo Brendan Meadows. Intanto si è esibita diverse volte col primo singolo e ha promosso l'album in radio tramite interviste.
Infine fu annunciato che l'album era stato completato e mandato in stampa il 22 febbraio 2010.

## Pubblicazione
L'album doveva essere inizialmente pubblicato il 30 marzo, digitalmente e fisicamente, ma ci sono stati problemi nelle vendite elettroniche: "CD Baby" ha venduto per sbaglio diverse copie dell'album settimane prima della data fissata, e per questo la pubblicazione digitale è stato anticipato al 9 marzo, mentre quello fisico non ha subito variazioni.

### Voodoo Reloaded
Nel giugno del 2010, la Johnson annunciò che il produttore Demo Castellon e il suo team (The Demolition Crew) avrebbero prodotto delle nuove versioni delle canzoni contenute in Voodoo. Inizialmente doveva solo remixare Trip Around the World, ma fu successivamente deciso di rigegistrare tutti i brani per renderli più radio-friendly. Il 5 agosto, Castellon confermò su Twitter il titolo della nuova versione dell'album, appunto Voodoo Reloaded. Nel novembre 2010, la Johnson annunciò la pubblicazione dell'album per il febbraio 2011, mentre il primo singolo e il relativo video saranno diffusi a gennaio (le riprese avverranno a dicembre). Ha inoltre aggiunto che il titolo del progetto potrebbe subire delle modifiche.

#### Il disco
Reloaded è un album di remix della cantautrice canadese Alexz Johnson. L'album è stato pubblicato il 26 aprile 2011 con il primo singolo Boogie love (The Demolition Crew Remix) il video del quale è stato pubblicato l'11 gennaio 2011. Trip Around The World(The Demolition Crew Remix) è stato pubblicato il 1º marzo 2011 solo come singolo promozionale. Il secondo singolo estratto dall'album, Look At Those Eyes (The Demolition Crew Remix), è stato pubblicato il 29 marzo 2011.
La Johnson ha informato i suoi fans, attraverso il suo account Twitter personale e il suo sito ufficiale, che tutte le canzoni del suo album di debutto, Voodoo, sarebbero state remixate per mancanza di airplay; ha confermato in una video chat Stickam che Nelly Furtado ha influenzato il marito Demo Castellion nel remix dell'album. The Demolition Crew si è impegnato a remixare l'album in modo che potesse prendere una forma più radio-friendly. Tuttavia, il piano originale era quello di remixare Trip Aroun The World e aggiungerlo a un nuovo album in studio, ma questo progetto è stato annullato. Il 15 aprile 2011, Alexz, tramite un concorso indetto dalla InDiscover, ha scelto la T-shirt ufficiale per l'album Reloaded che sarà contenuta nell'edizione deluxe dell'album.

## Critica
L'album ha avuto recensioni positive; "CD Baby" ha scritto: "[L'album] è una fusione della liricità degli anni '60 con i ritmi contemporanei". Sono state anche sottolineate le enormi differenze con le canzoni interpretate per Instant Star, per cui tra l'altro la cantante ha inciso diverse colonne sonore. Alcuni l'hanno definita una "differenza enorme" e hanno affermato che: "la teatralità della vecchia Alexz è passata, e quello che la sostituisce è una donna pronta a mostrare al mondo chi è veramente, un'artista, e lo si capisce dalla maturità presente nei suoi testi."

## Classifiche
L'album ha debuttato alla posizione 76 della iTunes Pop Album Chart il giorno della pubblicazione, battendo artisti come Susan Boyle, Kelly Clarkson e Beyoncé nelle vendite di quella settimana. È successivamente salito alla posizione 27, prima di riscendere alla 37. Finora l'album ha avuto una promozione scarsa o nulla negli Stati Uniti.

## Singoli
- Trip Around the World, scritta da Alexz Johnson e Brendan James Johnson e prodotta da quest'ultimo, è il primo singolo dell'album. Le riprese per il video sono iniziate a metà gennaio 2010 col regista Michael Maxxis a New Orleans.[2] Il video è stato presentato da MuchMusic e dal sito ufficiale di Alexz il 18 febbraio 2010.[11]
- Boogie Love (The Demolition Crew Remix)
- Look At Those Eyes (The Demolition Crew Remix)

## Promozione
Tramite il suo Twitter ufficiale, Alexz Johnson ha tenuto aggiornati i suoi fan sulle evoluzioni dell'album.
Ha anche concesso diverse interviste alle radio canadesi, tra cui al programma 'Best of BC' della radio Virgin 95.3 nella settimana in cui Trip Around The World ha iniziato ad essere trasmesso dalle radio. Si è anche esibita dal vivo, al Canadian Music Fest 2010 (10 marzo), festival di Toronto in cui ha cantato diverse canzoni dell'album. Ha anche registrato un'esibizione live, intitolata Orange Lounge Sessions, pubblicata assieme alle copie fisiche dell'album.

### Tracce
Testi e musiche di Alexz Johnson e Brendan Johnson e remixate da The Demolition Crew.
1. Voodoo – 4:51
2. Look At Those Eyes – 4:55
3. Boogie Love – 3:51
4. A Little Bit – 3:22
5. Mr. Jones – 3:54
6. Gonna Get It – 3:29
7. Trip Around the World – 3:13
8. Hurricane Girl – 4:23
9. Superstition – 5:19
10. L.A. Made Me – 4:02
11. Taker – 3:44

Durata totale: 45:03

## Crediti
- Alexz Johnson - lead, background vocals and art direction
- Brendan James Johnson - producer, keyboards/synths, guitars, drum programming background vocals and bass
- Brendan Meadows - photography
- Darren Gilmore - management
- Deanna Heggie - background vocals
- Garnet and Jo - art design
- Jay Van Poederooyen - engineering

- Joao Carvalho - mastering
- Katie Johnson - background vocals
- Liliana McInerney - background vocals
- Rob McInerney - background vocals
- Steve Heggie - background vocals
- Stephen Stohn - executive producer
- Tim Welch - guitar, bass and all acoustics